# Spherarmadillo huatuscensis
Spherarmadillo huatuscensis là một loài chân đều trong họ Scleropactidae. Loài này được Mulaik miêu tả khoa học năm 1960.